# یخ‌شکن (فیلم)
«یخ‌شکن» (انگلیسی: Icebreaker (film)) فیلمی در ژانر اکشن است که در سال ۲۰۰۰ منتشر شد. از بازیگران آن می‌توان به شان آستین، بروس کمپبل، استیسی کیچ، و جان جیمز اشاره کرد.